# Ziermühl
Ziermühl ist ein Gemeindeteil der Gemeinde Haselbach im niederbayerischen Landkreis Straubing-Bogen.
Die Einöde hat vier Gebäude mit Wohnraum und liegt etwa siebenhundert Meter Luftlinie südlich des Ortskerns von Haselbach im Tal der Menach und an der Trasse der in diesem Abschnitt rückgebauten Bahnstrecke Straubing–Miltach. Bis zur Volkszählung 1987 war der Ort als Einöde kategorisiert.
Durch den Ort führt eine Gemeindestraße von der etwas westlich verlaufenden Staatsstraße 2140 über Schwarzendachsberg zur Kreisstraße SR 4.

## Geschichte
Der Ort wird erstmals in den Windberger Schenkungen (vor 1191) schriftlich erwähnt, als ein Christian aus Harrling „die Mühle in dem Haselbach“ dem Kloster Windberg gegeben hat. Die älteste bisher bekannte namentliche Nennung des Orts erfolgte 1643 in der Pfarrmatrikel von Haselbach als „Zürnmill“. Über die Jahre wurden verschiedene Schreibweisen benutzt, die alle zurückgehen sollen auf das althochdeutsche Wort  „ziari“ oder das neuhochdeutsche Wort „zieri“, mit der Bedeutung: herrlich, schön, prächtig.
Einwohnerentwicklung
| Jahr      | 1838 | 1860 | 1871 | 1875 | 1885 | 1900 | 1913 | 1925 | 1950 | 1961 | 1970 | 1987 |
| --------- | ---- | ---- | ---- | ---- | ---- | ---- | ---- | ---- | ---- | ---- | ---- | ---- |
| Einwohner | 10   | 9    | 6    | 10   | 10   | 9    | 14   | 10   | 19   | 14   | 17   | 7    |